# Gamskögel
Die Gamskögel bilden mit 2386 m ü. A. die höchste Erhebung der Triebener Tauern, einer Untergruppe der Seckauer Tauern in den Niederen Tauern.

## Lage und Landschaft
Die Gamskögel sind der imposante Talabschluss des Triebentals östlich von Hohentauern.
Die Gipfelgruppe umfasst den Östlichen Gamskogel (ca. 2180 m), zwei Spitzen, die Mittlere Gamskögel genannt werden (ca. 2240 m und 2320 m), und den Hauptgipfel  Westlicher Gamskogel. Im weiteren Sinne rechnet man noch den Mödringkogel (2142 m ü. A.) östlich und Hochleitenspitze (2329 m ü. A.) westlich zur Gruppe, insgesamt auch als Gamskogelgrat oder Gamskögelgrat bezeichnet.
Auf der Mödringalm vorgelagert steht der Felsen Königin. Die Kartäler südlich heißen Bärentritt und Hühnersteige, hier liegen einige kleine Karlacken.
Nördlich fließt der Triebenbach (mit seinem Quellbach Mödringbach) zur Palten, und diese zur Enns. Westlich entspringt der Bärntalbach, ein Nebenbach der Pöls. Südlich liegt das Quellgebiet des Gaalbachs mit Musenbach und Krugsee, der zum Ingeringbach geht. Letztere beide Hauptflüsse münden in die Mur. Damit gehören die Gipfel zum Alpenhauptkamm.
Ostwärts führt der Hauptgrat der Seckauer Alpen über Krugtörl (ca. 2150 m) und Speikleitenberg (2124 m ü. A.) zum Massiv des Kettentalkogels (2152 m ü. A.) und weiter zum Geierhaupt respektive südostwärts der Grat zum Pletzen. Nordwärts leitet der Hauptkamm weiter über das Mödringer Törl (ca. 2090 m) und den Knaudachkogel (2227 m ü. A.) zum Grießsteinmassiv (Großer 2337 m ü. A.), und weiter zum Triebener Tauern-Pass. Südwärts zweigt am Gaaler Törl (2061 m) an der Hochleitenspitze ein Grat nach Süden ab, der über Amachkogel (2311 m ü. A.) und Kesseleck (2308 m ü. A.) zum Gaaler Höhenzug führt, der Pölstal und Seckauer Becken trennt.

## Routen
Mögliche Anstiege sind:
- von Norden über die Mödringalm unschwierig, Gehzeit aus dem Triebental etwa 3 Stunden
- von Osten als Gratüberschreitung über den östlichen und mittleren Gamskogel auf die höchste Erhebung, den westlichen Gamskogel (II, mit Stellen III), und oft begangen.[1]